# Aleksandrov otok
Aleksandrov otok ali Otok Aleksandra I. (rusko Земля Александра I, angleško Alexander I Island ali Alexander I Land) je velik otok na Antarktiki, ki leži v Bellingshausnovem morju zahodno od Antarktičnega polotoka in je s površino približno 49.000 km² največji antarktični otok ter 28. največji otok na svetu. Je nepravilne oblike, dolg približno 390 km v smeri od severa proti jugu in širok 80 km na severnem robu ter 240 na južnem.
Površje je prekrito z ledom in izredno gorato, z vrhovi, ki dosegajo skoraj 3.000 m nadmorske višine. Od celine ga loči preliv Jurija VI., ki je trajno pokrit z ledeno polico. Podobno kot preostanek Antarktike nima stalnih prebivalcev in je za Devonom v Kanadskem arktičnem otočju drugi največji nenaseljen otok na svetu.

## Zgodovina
Otok je odkrila ruska raziskovalna odprava pod vodstvom Fabiana Gottlieba von Bellingshausna in Mihaila Petroviča Lazareva leta 1821, ki sta ozemlje poimenovala po takratnem ruskem carju Aleksandru I. Sprva je veljalo prepričanje, da je to ozemlje del celine in šele leta 1940 je ameriška odprava na saneh neizpodbitno dokazala, da gre za velik otok.
Leta 1908 si je ozemlje prilastilo Združeno kraljestvo v sklopu Britanskega antarktičnega ozemlja, v 1940. letih pa sta ozemeljske zahteve podala še Čile in Argentina. Leta 1961 je bila sprejeta Pogodba o Antarktiki, po kateri je celotna Antarktika skupaj s pripadajočimi otoki namenjena znanstvenim raziskavam v miroljubne namene, tako da svojih zahtev na otoku ne uveljavlja nobena država.
V 1930. letih je britanska odprava pod vodstvom Johna Rymilla odkrila bogato fosilno nahajališče ob vzhodni obali. Tam so februarja 1961 Britanci postavili raziskovalno postajo Fossil Bluff, ki je bila nekaj let aktivna skozi vse leto, odtlej pa poleti.